# Laurac
Laurac là một xã ở tỉnh Aude trong vùng Occitanie của Pháp. Đây là thủ phủ của Lauragais cho đến thế kỷ XIV

## Hành chính
| Danh sách các xã trưởng                |                  |                 |            |         |
| Giai đoạn                              | Giai đoạn        | Tên             | Đảng       | Tư cách |
| mars 2001                              | tháng 3 năm 2008 | Serge Grilleres | Socialiste |         |
| Tất cả các dữ liệu trước đây không rõ. |                  |                 |            |         |

## Thông tin nhân khẩu
| 1793 | 1800 | 1806 | 1821 | 1831 | 1836 | 1841 | 1846 | 1851 |
| ---- | ---- | ---- | ---- | ---- | ---- | ---- | ---- | ---- |
| 585  | 522  | 622  | 511  | 583  | 591  | 604  | 603  | 732  |

| 1856 | 1861 | 1866 | 1872 | 1876 | 1881 | 1886 | 1891 | 1896 |
| ---- | ---- | ---- | ---- | ---- | ---- | ---- | ---- | ---- |
| 570  | 540  | 495  | 473  | 459  | 456  | 483  | 466  | 442  |

| 1901 | 1906 | 1911 | 1921 | 1926 | 1931 | 1936 | 1946 | 1954 |
| ---- | ---- | ---- | ---- | ---- | ---- | ---- | ---- | ---- |
| 414  | 389  | 375  | 296  | 300  | 284  | 275  | 260  | 225  |

| 1962                                         | 1968 | 1975 | 1982 | 1990 | 1999 | 2004 | - | - |
| -------------------------------------------- | ---- | ---- | ---- | ---- | ---- | ---- | - | - |
| 183                                          | 153  | 123  | 118  | 140  | 124  | 145  | - | - |
| Số liệu kể từ 1962 : dân số không tính trùng |      |      |      |      |      |      |   |   |

Graphique de l'évolution de la population 1793-1999